# Dorte på landet
|  | Denne artikel er oprettet af botten Steenthbot ud fra en ekstern database. Den kan derfor have sproglige fejl eller mangler. Denne skabelon kan fjernes efter kontrol af indholdet. |

Dorte på landet er en dansk dokumentarfilm fra 1959 instrueret af Holger Jensen efter eget manuskript.

## Handling
En sommerdag besøger Dorte sin familie, der har en gård.